# František Králík (házenkář)
František Králík (12. dubna 1942 Zlín, Protektorát Čechy a Morava – 7. září 1974 Hranice, Československo) byl český házenkář a reprezentant Československa. V roce 1972 v Mnichově byl členem stříbrného olympijského týmu.